# California Girls
California Girls ist ein Lied der Surfband The Beach Boys aus dem Jahr 1965. Es erschien auf dem Studioalbum Summer Days (And Summer Nights!!).

## Geschichte
California Girls wurde von Brian Wilson und Mike Love geschrieben. Wilson hatte die Songidee während eines LSD-Trips. Er schaffte es, zum Klavier zu gelangen, wo er an die Musik von Cowboyfilmen dachte:

“I was thinking about the music from cowboy movies. And I sat down and started playing it, bum-buhdeeda, bum-buhdeeda. I did that for about an hour. I got these chords going. Then I got this melody, it came pretty fast after that. And the rest was history, right?”

„Ich dachte an die Musik in Cowboyfilmen. Ich setzte mich [ans Klavier] und begann zu spielen: bum-buhdeeda, bum-buhdeeda. Das tat ich etwa eine Stunde lang. Zuerst hatte ich diese Akkorde. Dann fiel mir die Melodie ein, das andere entwickelte sich anschließend sehr schnell. Der Rest ist jetzt Geschichte, nicht wahr?“

Es war die erste Aufnahme der Beach Boys mit zusätzlichem Gesang von Bruce Johnston, der in die Band kam, um Wilson auf den Tourneen zu ersetzen. Das Lied erreichte Platz 3 der Billboard Hot 100. Ein später veröffentlichtes Musikvideo zeigte die Band auf einer Art Gerüst voller tanzender Frauen spielend.

## Weitere Verwendung
Die Band The Beatles verwendete für ihr Lied Back in the USSR den Chorus und den Hintergrund-Gesang von California Girls. Mike Love beriet die Band angeblich auch beim Liedtext.
David Lee Roth coverte das Lied 1985 und erreichte ebenfalls Platz 3 der Charts in den USA.
Das Lied wurde in Katy Perrys California Gurls zitiert – allerdings verzichteten die Beach Boys trotz der zunächst eingeleiteten Maßnahmen des Labels Rondor Music, das die Rechte an dem Lied hält, auf Forderungen gegen Perry wegen des Zitats.